# غيتاريا
بلدية غيتاريا (بالإسبانية: Guetaria) هي بلدية تقع في مقاطعة غيبوثكوا التابعة لمنطقة إقليم الباسك شمال إسبانيا.

## الديموغرافيا
بلغ عدد سكان بلدية غيتاريا 2.666 نسمة عام 2011 (وفقاً للمعهد الوطني للإحصاء الإسباني).
| 2.397 | 2.430 | 2.446 | 2.546 | 2.527 | 2.628 | 2.666 |

## أعلام
- خوان سباستيان إلكانو
- كريستوبال بالانسياغا
- دومينغو دي بونيشيا